# کاناک‌ها
مردم کاناک (نیز کانک و کنک) (انگلیسی: Kanak، املای فرانسه تا سال 1984: Canaque) گروهی از بومیانی ملانزی ساکن در کالدونیای جدید هستند، یک جمع در خارج از کشور از فرانسه در جنوب غربی اقیانوس آرام محسوب می‌شوند. با توجه به سرشماری سال ۲۰۱۴، آنها ۳۹٫۱ درصد کل جمعیت کالیدونیای جدید را با حدود ۱۰۴٬۰۰۰ نفر تشکیل می‌دهند.
اگرچه سابقه سکونت مردم مالانزی در نیو کالیدونیابه فرهنگ لاپیتا Lapita بر می‌گردد ولی منشأ مردم کاناک نامشخص است. تحقیقات مردمشناسی نشان داده‌است که دریانوردان پلینزی در طول قرن‌ها با کاناک‌ها ازدواج کرده‌اند. مردمان کاناک به ساکنان اروپایی کالدونیای جدید با عنوان کالدوش Caldoches نام می‌برند.
کالدونیای جدید در سال ۱۸۵۳ به فرانسه پیوست و در سال ۱۹۵۶ به قلمرو خارج از فرانسه تبدیل شد. جنبش استقلال طلبانه در سال ۱۹۶۷ به یک شورش شکست خورده منجر شد ولی در سال ۱۹۸۴ دوباره با هدف استقلال کامل نیوکالیدونیا از فرانسه آغاز شد. ژان ماری جیبائو، رهبر جنبش کانک‌ها، پیشنهادی برای تأسیس مرکز فرهنگی کاناک‌ها (ADCK) ارائه داد ولی در سال ۱۹۸۹ ترور شد. . فرانسوا میتران، رئیس‌جمهور فرانسه پس از ترور جیبائو در سال ۱۹۸۹، دستور داد که یک مرکز فرهنگی بر اساس پیشنهادها جیبائو در نومئا، پایتخت کالدونیای جدید تأسیس شود؛ این آخرین اقدام از پروژه‌های بزرگ میتران بود. مرکز فرهنگی Jean-Marie Tjibaou به‌طور رسمی در ماه مه ۱۹۹۸ تأسیس شد.
اگر چه قدمت سفالینه‌های باستانی Lapita به ۱۵۰۰ سال قبل از میلاد برمی گردد، و مردم این جزیره به مدت طولانی در حوزه هنر فعالیت می‌کرده‌اند؛ از زمان تأسیس ADCK، هنر و صنایع دستی مردمان کاناک در کالدونیای جدید محبوب تر شده‌است. موسیقی، رقص و آواز بخشی از بسیاری از نمایش‌های کاناکهاست که با هدف ایجاد روابط درون قبیله و اجداد انجام می‌شود.

## علم اشتقاق لغات
کلمه "Kanak" از [./https://en.wikipedia.org/wiki/Kanaka_maoli kanaka maoli] کاناکا مائولی گرفته شده که یک عبارت به زبان هاوایی و به معنی "فرد معمولی" است که در یک زمان به‌طور تبعیض آمیز توسط کاشفان، معامله گران و مبلغان اروپایی در اقیانوسیه در هر جزیره اقیانوس آرام غیر اروپایی مورد استفاده قرار گرفت. پیش از تماس اروپا، در کالدونیای جدید هیچ ایالت متحدی وجود نداشت و هیچ نام تبعیضی برای اشاره به ساکنان آن استفاده نمی‌شد.

## تاریخ

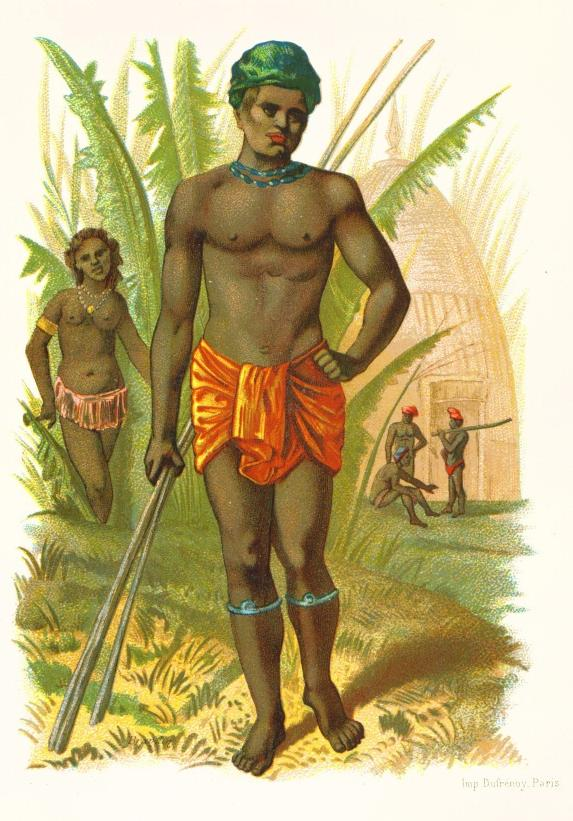
لیتوگرافی عتیقه کاناک‌ها.

### اصل و نسب
تاریخ شکونت در گراند ترر حداقل تا زمان فرهنگ لاپیتا قدمت دارد. با این حال، منشأ مردم Kanak مشخص نیست. برخی از محققان ادعا کرده‌اند که شواهدی از زندگی انسان جدید کالدونیایی که از ۳۰۰۰ سال قبل از میلاد (قبل از فرهنگ لاپیتا تا ۱۵۰۰ سال پیش) وجود دارد، در حالی که دیگران ادعا می‌کنند سفال قبل از لاپیتا را پیدا کرده‌اند. در چهارمین کنفرانس Lapita که در ماه ژوئن سال ۲۰۰۰ در کانبرا استرالیا برگزار شد، این سؤال مطرح شد: آیا لاپیتا کاناک یا لاپاتا قدیمیترین و اولین اجداد فرهنگ بعدی است که Kanak نامگذاری شده‌است؟ هنوز مسئله دیگری در تعیین مبدأ و تاریخ اولیه مردم کانک وجود دارد این است که تفسیر باستان‌شناسی با دیدگاه‌های مردم کانک که پس از حکومت استعماری شکل گرفته‌اند سیاسی شده‌است.

### حکومت استعماری اولیه
اولین تاریخی که اروپائیان به جزایر کالیدونیای جدید وارد شدند، زمانی بود که کاپیتان کوک از پادشاهی بریتانیا در این جزایر در ۱۷۷۵ در زمانی که ۷۰٬۰۰۰ کاناک زندگی می‌کردند لنگر انداخت. کوک به این جزایر نام «کالدونیای جدید» داد که به دنبال نام جزایر کالدونیایی، سرزمین اسکاتلندی خود، به این جزایر اعزام کرد.
در طول دوره استعماری، در قرن نوزدهم، کانک‌ها استخدام یا به بردگی گرفته شدند تا بیگاری کنند در مکان‌هایی مانند استرالیا، کالیفرنیا، کانادا، شیلی و فیجی (با تجارت برده بین آسیایی به هند، ژاپن، آفریقای جنوبی و اکنون مالزی) در طول ۳۰۰۰ سال که Kanaks در جزایر دورافتاده زندگی می‌کردند، آنها برای ورود ویروس‌ها و باکتری‌های اروپایی آمادگی نداشتند. کاناک‌ها از سرزمین مادری شان منقطع شدند و برای کار اجباری در مزارع، کارخانه‌ها و کارهای عمومی کار می‌کردند.

### شورش

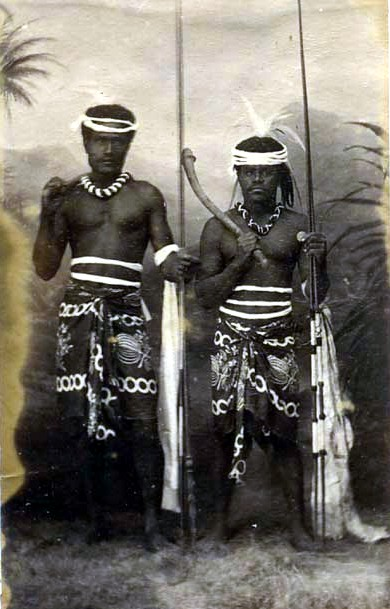
جنگجویان کاناک، c. 1880.

هنگامی که کانک‌ها مجبور شدند به مناطق رزرو جزیره، نزدیک به کوه‌ها کوچ کنند، آنها تنها ۱۰ درصد از قلمرو قلمرو اجداد خود را اشغال کردند، به طوری که جمعیت آنها به علت بیماری به طرز چشمگیری کاهش یافت و شرایط زندگی آنها بسیار سخت بود. این وضعیت ناشی از تحریک ۲۰٬۰۰۰ مجرم توسط دولت فرانسه بین سالهای ۱۸۶۴ و ۱۸۹۷ بود، که اکثر آنها به‌طور دائم در کشور مستقر شدند و از سال ۱۸۷۵ تاکنون در استخراج نیکل (آغاز سال ۱۸۶۴) و مس استخدام شده‌اند. این باعث خشم شدیدی در میان کانک‌ها شد که در سال ۱۸۷۸ علیه حکومت استعماری فرانسوی که توسط فرانسوی‌ها که مسلح تر بودند، سرکوب شد. رهبر کاناک سرنگون شد و سرش در موزه تاریخ طبیعی نمایش داده شد. 

### پس از جنگ جهانی دوم
پس از جنگ جهانی دوم، جنبش استقلال کاناک پس از آنکه سازمان ملل متحد در سال ۱۹۴۶ کالدونیای جدید را در فهرست کشورهای رهاشده از استعمار قرار داد، دوباره جان گرفت. پیشرفت عمده ای که رخ داد این بود که کاناک‌ها و مهاجران فرانسوی در کشور در سال ۱۹۵۱ حق رأی را کسب کرداند، درست قبل از اینکه در سال ۱۹۵۶ به قلمرو خارج از کشور تبدیل شود. سپس کاناک‌ها نیز مجاز به حرکت از مناطق ذخیره خود شدند. این به دنبال ایجاد مجمع عمومی در سال ۱۹۵۷ بود، اما این موضوع مدت کوتاه بود؛ شارل دوگل پس از آنکه در سال ۱۹۵۸ رئیس‌جمهور فرانسه شد این امتیازات را لغو کرد.
اتحادیه کالدونیایی، یکی از احزاب سیاسی گروه استقلال طلب FLNKS در سال ۲۰۱۰، فراخوانی برای تشکیل کمیته ملی برای ارزیابی پیشرفت و آماده‌سازی کالدونیای جدید برای تغییر رهبری قبل از برنامه رفراندم در سال ۲۰۱۴، داد.

## جمعیت

### جمعیت‌شناسی
کالدونیای جدید یا Territoire des Nouvelle Caledonie et Dependances، در فاصله حدود ۱۲۰۰ کیلومتری (۷۵۰ مایل) در ساحل شمال شرقی استرالیا قرار دارد. از بین ۵۰۰ جزیره این کشور، پنج جزیره اصلی مسکونی هستند. در سال ۲۰۰۹، مردم کاناک ملانزیایی با داشتن ۴۰ درصد (۹۹٬۰۷۸ نفر) جمعیت از ۲۴۵٬۵۸۰ نفر جمعیت در کالدونیای جدید، گروهی اقلیت در سرزمین اجدادی خود بودند. گروه‌های دیگر شامل اینها بودند: اروپایی‌ها (عمدتا فرانسوی‌ها) با ۲۹ درصد، والسین ۹ درصد، مردم عادی مخلوط (۸ درصد) و گروه‌های دیگر از جمله مردمان پلی نزیایی، اندونزیایی، ویتنامی و کسانی که (به نظر می‌رسد که عمدتاً نژاد اروپایی هستند) به عنوان "Caledonian" شناخته می‌شدند.

### زبان‌ها
زبان مردم کاناک بسیار متنوع است، اما فرانسوی به عنوان زبان رسمی کالدونیای جدید عمل می‌کند. ۲۸ زبان مختلف کاناک، و همچنین گویش‌های مختلف، از ۱۲۰۰ زبان ملانزی در سراسر اقیانوس آرام وجود دارد. آنها متقابلاً غیرقابل درک هستند.  این زبانها همه بخشی از زبانهای خانواده آسترونزیایی هستند. همه آنها متعلق به زیر گروه گروه کالیدونیای جدید هستند به غیر از زبان Fagauvea، که در جزیره اوویا صحبت می‌شود که ریشه لهستانی دارد.
زبان کالدونی جدید به چندین گروه تقسیم می‌شود. گروه زبان شمالی مربوطه به آهنگ صدا است و شامل ۱۲ زبان: CAAC , Cemuhî، Fwâi , Jawe , Kumak , Nemi را، Paicî، Pije , Pwaamei , Pwapwa , Yalayu و Yuaga. تقریباً ۶۰٬۰۰۰ ساکنان کالدونیای جدید حداقل یکی از زبانهای کاناک را صحبت می‌کنند. اکثر این زبان‌ها تنها در قالب گفتاری هستند. هیچ‌یک زبان مشترک در میان کانکاها وجود ندارد؛ با این حال، بزرگترین گروه Kanaks صحبت Drehu.

## فرهنگ

### باورهای سنتی و دین

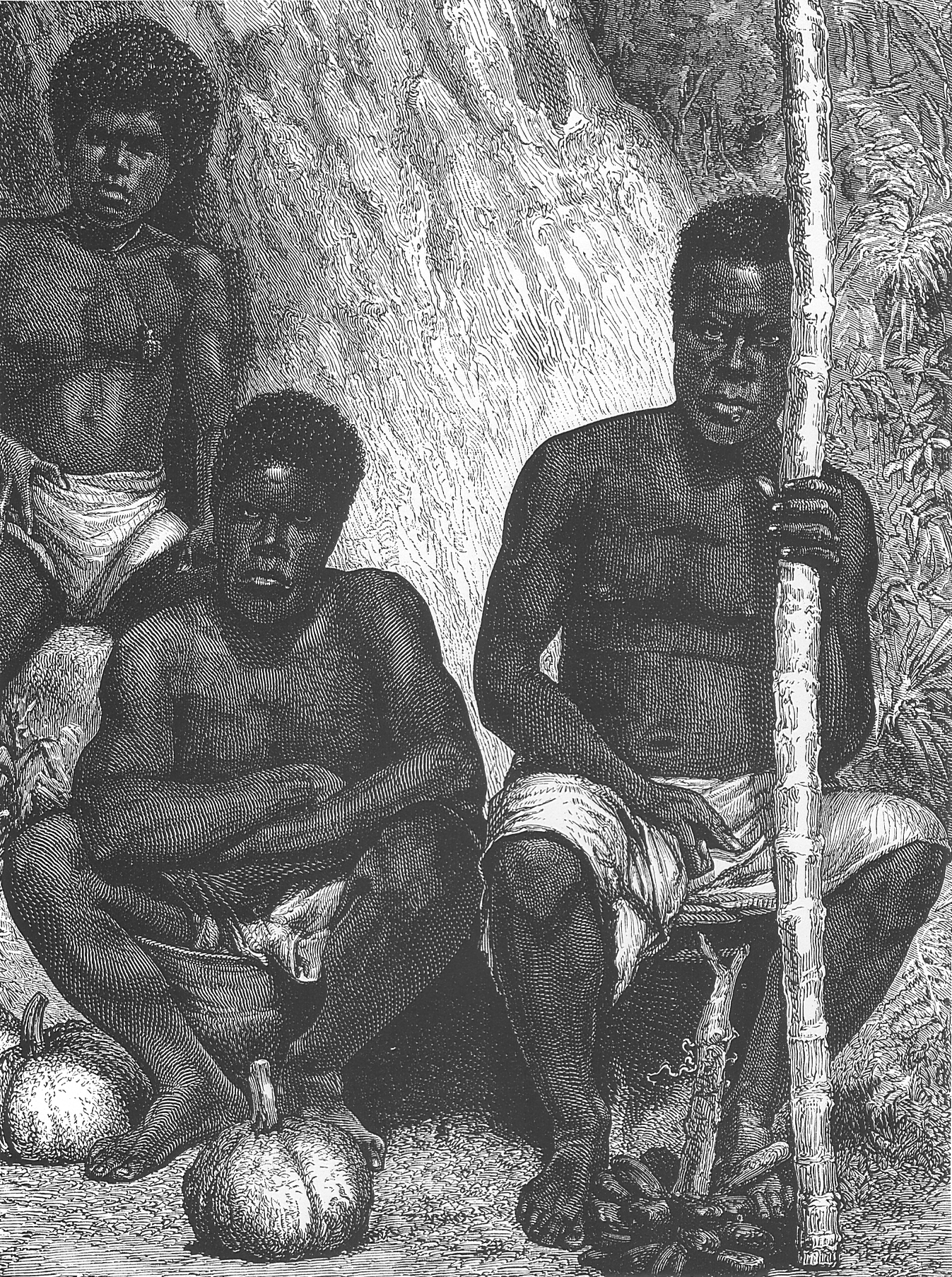
کاناکس، ۱۸۸۰ م.

کاناک‌ها نیاکان خود را پرستش می‌کردند. عبادت در آرامگاه، سنگ‌های مقدس، و قبر‌های اختصاصی که در آن قربانی‌ها ارائه می‌شد، تجسم می‌یافت.  امروزه اکثر کانک‌ها مسیحی هستند. دین جنبهٔ مهمی از زندگی کاناک‌هاست. کانکس در کلیسای کاتولیک در Nouméa حضور دارد؛ و آن‌ها تقریباً ۵۰٪ از جمعیت کاتولیک‌ها در کالدونیای نو را تشکیل می‌دهند که بعد فقط به اروپایی‌ها می‌رسد.
با توجه به باورهای سنتی مردم Kanak، دریا مقدس است زیرا «ماهی برای غذا» به مردم می‌دهد.

### غذا
گوشات Kلی توسط بسیناری اتز Kبزیجات ریشه‌های بریده شده ساخته شده‌است که ممکن است شامل تارو، مانویکم ،یو یام و شیر نارگیل باشد. گوشت خوک، مرغ یا غذاهای دریایی ممکن است در پر شدن استفاده شود که پس از پخته شدن بر روی سنگ‌های داغ در یک اجاق گاز زمینی، در برگ‌های موز قرار می‌گیرد. دیگر مواد محلی که در آشپزی Kanak استفاده می‌شود شامل Rousettus (روباه پرواز) و گوزن محلی است؛ گونه‌های دریایی مانند ماهی‌های دریایی و مرجان (از جمله داوا)، و همچنین خرچنگ و خرچنگ. لوبیا Paita به‌طور محلی رشد می‌کند haricots، در حالی که custard سیب، آهک و زعفران دیگر مواد محلی است.

### هنرهای زیبا
هنر کانال ا جسم س، رقص، موسیقی و تئاتر از دهه ۱۹۹۰ بش تل اش آژانس توسعه فرهنگ Kanak ADCK محبوب تر  اشکاله ه‌هانری در فرهنگ کانک عبارتند از:
سفال لاپاتا
گیاهان باستانی Lapita باستان به سال ۱۵۰۰ قبل از میلاد می‌رسند. عمدتاً صنایع دستی زنان، سفال به‌طور کلی تزئین شده با الگوهای هندسی و چهره‌های سبک انسانی است، هر چند که بین سفال شمالی و جنوبی Caledonian تفاوت وجود دارد. دستگیره‌های مختلف و لعاب‌ها دارای طرح‌های ساخته شده از شانه‌های دندان ساخته شده‌اند. سفالگری از رسوبات رس در جزایر ساخته شده‌است. 